# Ga Nội Duy
Ga Nội Duy (tiếng Trung: 內惟車站; bính âm: Nèiwéi Chēzhàn) là một ga đường sắt ở Cao Hùng, Đài Loan do Cục Đường sắt Đài Loan phục vụ .